# Volby 2012

Mapa zemí, kde se konaly prezidentské volby v roce 2012

V roce 2012 se konaly tyto volby:

## Volební kalendář
| Leden                   |                           |                           | |                                                                               |
| Datum                   | Země                      | Volby                     | Výsledky                                                                                            | Poznámky                                                                      |
| 3. ledna                | Marshallovy ostrovy       | prezidentské              | Christopher Loeak 63,6%; Jurelang Zedkaia 33,3%                                                     | nepřímo 33členným parlamentem                                                 |
| 3. ledna/10. ledna      | Egypt                     | parlamentní               | FJP (41); Al-Núr (30); NWP (13)                                                                     | 3. fáze, 105 z 508 křesel Lidového shromáždění Egypta                         |
| 13. ledna               | Kiribati                  | prezidentské              | Anote Tong 42,2%; Tetaua Taitai 35,0%; Rimeta Beniamina 22,8%                                       |                                                                               |
| 14. ledna               | Tchaj-wan                 | prezidentské              | Ma Jing-ťiou 51,6%; Cchaj Jing-wen 45,6%; James Sung 2,8%                                           |                                                                               |
| 14. ledna               | Tchaj-wan                 | parlamentní               | Kuomintang 44,6% (64); DPP 34,6% (40); TSU 9,0% (3)                                                 | Legislativní Juan (parlament) má 113 křesel                                   |
| 15. ledna               | Kazachstán                | parlamentní               | Nur Otan 80,7% (83); Ak Žol 7,4% (8); KNPK 7,2% (7)                                                 | Mažilis (sněmovna) má 107 křesel                                              |
| 15. ledna               | Moldavsko                 | prezidentské              | volba prezidenta zrušena Moldavským ústavním soudem                                                 | nepřímo 101členným parlamentem                                                |
| 22. ledna               | Finsko                    | prezidentské              | Sauli Niinistö 37,0%; Pekka Haavisto 18,8%; Paavo Väyrynen 17,5%                                    | 1. kolo                                                                       |
| 22. ledna               | Chorvatsko                | referendum                | ano 66,3%; ne 33,2%                                                                                 | vstup do EU                                                                   |
| 29. ledna               | Kambodža                  | senátní                   | CPP 77,8% (46); SRP 22,2% (11)                                                                      | nepřímo provinčními radami, Senát Kambodži má 61 křesel                       |
| 29. ledna/5. února      | Egypt                     | do Poradní rady           | FJP 44,5% (53); Al-Núr 28,4% (19); NWP 8,6% (6)                                                     | 1. fáze, 90 z 264 křesel Poradní rady                                         |
| Únor                    |                           |                           | |                                                                               |
| Datum                   | Země                      | Volby                     | Výsledky                                                                                            | Poznámky                                                                      |
| 2. února                | Kuvajt                    | parlamentní               | sunnitští islamisté (13); PAB (13); ší'ité (7)                                                      | Národní shromáždění Kuvajtu má 50 křesel                                      |
| 5. února                | Finsko                    | prezidentské              | Sauli Niinistö 62,6%; Pekka Haavisto 37,4%                                                          | 2. kolo                                                                       |
| 6. února                | Rodrigues                 | parlamentní               | ORP (8); MR (4)                                                                                     | Rodriguerské regionální shromáždění má 18 křesel                              |
| 12. února               | Turkmenistán              | prezidentské              | Gurbanguli Berdymuhamedov 97,1%; Annageldi Ýazmyradow 1,1%; Rejep Bazarow 0,3%                      | všichni kandidáti byli členy jedné politické strany (TDP)                     |
| 14.–15. března          | Kosovo (severní)          | referendum                | ne 99,7%; ano 0,1%                                                                                  | uznání kosovských institucí                                                   |
| 14. února/21. února     | Egypt                     | do Poradní rady           | FJP 45,7% (52); Al-Núr 28,9% (26); NWP 8,3% (8)                                                     | 2. fáze                                                                       |
| 18. února               | Lotyšsko                  | referendum                | ne 74,8%; ano 24,9%                                                                                 | schválení ústavních změn                                                      |
| 21. února               | Jemen                     | prezidentské              | Abdar Rabbú Mansúr Hadí 99,8%, bez protikandidátů                                                   |                                                                               |
| 26. února               | Senegal                   | prezidentské              | Abdoulaye Wade 34,8%, Macky Sall 26,5%, Moustapha Niasse 13,2%                                      | 1. kolo, 2. kolo 18. března                                                   |
| 26. února               | Sýrie                     | referendum                | ano 89,4%, ne 9,0%                                                                                  | schválení nové ústavy                                                         |
| Březen                  |                           |                           | |                                                                               |
| Datum                   | Země                      | Volby                     | Výsledky                                                                                            | Poznámky                                                                      |
| 2. března               | Írán                      | parlamentní               | ISE 33,7% (76); Demokratická strana 19,5% (44); ICP 16,4% (37)                                      | 1. kolo, 225 z 290 křesel Islámského poradního shromáždění                    |
| 2. března               | Pákistán                  | senátní                   | PPP (19); PML-N (8); ANP (7)                                                                        | nepřímé, 54 ze 104 křesel Senátu Pákistánu                                    |
| 4. března               | Rusko                     | prezidentské              | Vladimir Putin 63,6%; Gennadij Zjuganov 17,2%; Michail Prochorov 7,9%                               |                                                                               |
| 7. března               | Belize                    | parlamentní               | UDP 50,4% (17); PUP 47,5% (14); PNP 0,6% (0)                                                        | Sněmovna reprezentantů Belize má 31 křesel                                    |
| 10. března              | Slovensko                 | parlamentní               | SMER-SD 44,4% (83); KDH 8,8% (16); OĽaNO 8,6% (16)                                                  | předčasné, Národní rada Slovenské republiky má 150 křesel                     |
| 10. března              | Abcházie                  | parlamentní               | | 1. kolo                                                                       |
| 11. března              | Salvador                  | parlamentní               | ARENA 39,8% (33); FMLN 36,8% (31); GANA 9,6% (11)                                                   | Zákonodárné shromáždění Salvadoru má 84 křesel                                |
| 11. března              | Švýcarsko                 | referendum                | (německy) shrnutí výsledků                                                                          | více témat                                                                    |
| 16. března              | Moldavsko                 | prezidentské              | Nicolae Timofti 61,4%                                                                               | nepřímo 101členným parlamentem                                                |
| 17. března              | Východní Timor            | prezidentské              | Francisco Guterres 28,8%; Taur Matan Ruak 25,7%; José Ramos-Horta 17,5%                             | 1. kolo                                                                       |
| 18. března              | Guinea-Bissau             | prezidentské              | Carlos Gomes Júnior 49,0%; Kumba Ialá 23,4%; Manuel Serifo Nhamadjo 15,7%                           | 1. kolo                                                                       |
| 18. března              | Saint Pierre a Miquelon   | parlamentní               | Archipel Demain 52,6% (15); Ensemble pour l'avenir 47,5% (4)                                        | Teritoriální rada má 19 křesel                                                |
| 18. března              | Svatý Martin              | parlamentní               | RRR 34,1%; Team Daniel Gibbs 2012 32,0%; UPP 13,3%                                                  | 1. kolo                                                                       |
| 18. března              | Svatý Bartoloměj          | parlamentní               | Saint-Barth d'Abord 73,8% (16); Tous Pour Saint-Barth 15,9% (2); Saint-Barth en Mouvement 10,3% (1) | Teritoriální rada má 19 křesel                                                |
| 18. března              | Německo                   | prezidentské              | Joachim Gauck 80,4%; Beate Klarsfeld 10,2%; Olaf Rose 0,2%                                          | nepřímo 622členným parlamentem                                                |
| 24. března              | Queensland                | parlamentní               | LNP 49,5% (78); ALP 26,9% (7); KAP 11,6% (2)                                                        | Zákonodárné shromářdění Queenslandu má 89 křesel                              |
| 24. března              | Abcházie                  | parlamentní               | | 2. kolo                                                                       |
| 25. března              | Hongkong                  | volba šéfa exekutivy      | Leung Čchun-jing 57,4%; Henry Tang 23,8%; Albert Cho 6,3%                                           | nepřímo 1200členným Volebním výborem                                          |
| 25. března              | Slovinsko                 | referendum                | ne 54,8%; ano 45,2%                                                                                 | legalizace stejnopohlavních svazků                                            |
| 25. března              | Jižní Osetie              | prezidentské              | Leonid Tibilov 42,5%; David Sanakojev 24,6%; Dimitrij Medojev 23,8%                                 | 1. kolo                                                                       |
| 25. března              | Wallis a Futuna           | parlamentní               | |                                                                               |
| 25. března              | Andalusie                 | parlamentní               | PP 40,7% (50); PSOE-A 39,5% (47); IULV-CA 11,3% (12)                                                | Parlament Andalusie má 109 křesel                                             |
| 25. března              | Asturie                   | parlamentní               | PSOE 32,0% (16); FAC 24,8% (13); PP 21,5% (10)                                                      | Generální rada Asturijského knížectví má 45 křesel                            |
| 25. března              | Sársko                    | parlamentní               | CDU 35,2% (19); SPD 30,6% (17); Die Linke 16,1% (9)                                                 | Zemský sněm Sárska má 51 křesel                                               |
| 25. března              | Senegal                   | prezidentské              | Macky Sall 65,8%; Abdoulaye Wade 34,2%                                                              | 2. kolo                                                                       |
| 25. března              | Svatý Martin              | parlamentní               | RRR 56,9% (17); Team Daniel Gibbs 2012 43,2% (6)                                                    | 2. kolo, Teritoriální rada má 23 křesel                                       |
| 29. března              | Gambie                    | parlamentní               | APRC 51,8% (43); NRP 9,4% (1); nezávislí 38,6% (4)                                                  | Národní shromáždění Gambie má 53 křesel                                       |
| Duben                   |                           |                           | |                                                                               |
| Datum                   | Země                      | Volby                     | Výsledky                                                                                            | Poznámky                                                                      |
| 1. dubna                | Myanmar (Barma)           | do Sněmovny reprezentantů | NLD (37); neobsazeno (3)                                                                            | doplňovací, 40 z 440 křesel Sněmovny reprezentantů                            |
| 1. dubna                | Myanmar (Barma)           | do Sněmovny národností    | NLD (4); USDP (1); SNDP (1)                                                                         | doplňovací, 6 z 224 křesel Sněmovny národností                                |
| 1. dubna                | San Marino                | volba kapitánů-regentů    | zvolen Italo Righi a Maurizio Rattini                                                               | nepřímo 60člennou Velkou generální radou (parlamentem)                        |
| 8. dubna                | Jižní Osetie              | prezidentské              | Leonid Tibilov 54,1%; David Sanakojev 42,7%                                                         | 2. kolo                                                                       |
| 11. dubna               | Jižní Korea               | parlamentní               | Saenuri 42,8% (152); DUP 36,5% (127); UPP 10,3% (13)                                                | Národní shromáždění Jižní Koreje má 300 křesel                                |
| 16. dubna               | Východní Timor            | prezidentské              | Taur Matan Ruak 60,9%; Francisco Guterres 39,2%                                                     | 2. kolo                                                                       |
| 18. dubna               | Guernsey                  | parlamentní               | Nezávislí 100,0% (45); podrobné výsledky zde                                                        | Státy Guernsey (parlament) má 47 křesel, z toho 2 křesla nevolená             |
| 22. dubna               | Francie                   | prezidentské              | François Hollande 28,6%; Nicolas Sarkozy 27,2%; Marine Le Pen 17,9%                                 | 1. kolo                                                                       |
| 23. dubna               | Alberta                   | parlamentní               | PCAA 44,0% (61); Wildrose 34,3% (17); ALP 9,9% (5)                                                  | Zákonodárné shromáždění Alberty má 87 křesel                                  |
| 30. dubna–30. června    | Česko                     | primárky ODS              | Přemysl Sobotka 60,8%; Evžen Tošenovský 39,2%                                                       |                                                                               |
| Květen                  |                           |                           | |                                                                               |
| Datum                   | Země                      | Volby                     | Výsledky                                                                                            | Poznámky                                                                      |
| 3. května               | Maďarsko                  | prezidentské              | János Áder 85,3%; proti Áderovi 13,0%                                                               | nepřímo 386členným Národním shromážděním Maďarska                             |
| 4. května               | Írán                      | parlamentní               | | 2. kolo, 65 z 290 křesel Islámského poradního shromáždění                     |
| 6. května               | Arménie                   | parlamentní               | HHK 44,8% (69); BHK 30,7% (36); HAK 7,2% (7)                                                        | Národní shromáždění Arménie má 131 křesel                                     |
| 6. května               | Srbsko                    | parlamentní               | Povstaň, Srbsko 24,0% (73); Volba pro lepší život 22,1% (67); SPS–PUPS–JS 14,5% (44)                | Národní shromáždění Srbska má 250 křesel                                      |
| 6. května               | Srbsko                    | prezidentské              | Boris Tadić 25,3%; Tomislav Nikolić 25,0%; Ivica Dačić 14,2%                                        | 1. kolo                                                                       |
| 6. května               | Francie                   | prezidentské              | François Hollande 51,6%; Nicolas Sarkozy 48,4%                                                      | 2. kolo                                                                       |
| 6. května               | Řecko                     | parlamentní               | ND 18,9% (108); SYRIZA 16,8% (52); PASOK 13,2% (41)                                                 | Helénský parlament má 300 křesel                                              |
| 6. května               | Šlesvicko-Holštýnsko      | parlamentní               | CDU 30,8% (22); SPD 30,4% (22); Grüne 13,2% (10)                                                    | Zemský sněm Šlesvicka-Holštýnska má 69 křesel                                 |
| 6. května               | Vojvodina                 | parlamentní               | Volba pro lepší Vojvodinu 21,0% (16); Povstaň, Vojvodino 18,3% (14); SPS–PUPS–JS–SDPS 11,3% (9)     | Shromáždění Vojvodiny má 120 křesel, z čehož se 60 volí přímo                 |
| 7. května               | Sýrie                     | parlamentní               | NPF; nestraníci                                                                                     | Lidová rada Sýrie má 250 křesel                                               |
| 7. května               | Bahamy                    | parlamentní               | PLP 48,6% (29); FNM 42,1% (9); DNA 8,5% (0)                                                         | Bahamská Poslanecká sněmovna má 38 křesel                                     |
| 10. května              | Alžírsko                  | parlamentní               | FLN 47,6% (220); RND 14,7% (68); AAV 10,4% (48)                                                     | Lidové národní shromáždění má 462 křesel                                      |
| 13. května              | Severní Porýní-Vestfálsko | parlamentní               | SPD 39,1% (99); CDU 26,3% (67); Grüne 11,3% (29)                                                    | Zemský sněm Severního Porýní-Vestfálska má 237 křesel                         |
| 20. května              | Dominikánská republika    | prezidentské              | Danilo Medina 51,2%; Hipólito Mejía 46,9%; Guillermo Moreno 1,4%                                    |                                                                               |
| 20. května              | Srbsko                    | prezidentské              | Tomislav Nikolić 49,4%; Boris Tadić 47,4%                                                           | 2. kolo                                                                       |
| 23.–24. května          | Egypt                     | prezidentské              | Muhammad Mursí 24,8%; Ahmad Šafík 23,7%; Hamdín Sabbáhí 20,7%                                       | 1. kolo                                                                       |
| 26. května              | Lesotho                   | parlamentní               | DC 39,6% (48); ABC 25,2% (30); LCD 21,9% (26)                                                       | Národní shromáždění Lesotha má 120 křesel                                     |
| 30. května              | Albánie                   | prezidentské              | prezident nezvolen                                                                                  | 1. kolo, nepřímo 140členným Parlamentem Albánie                               |
| 31. května              | Irsko                     | referendum                | ano 60,4%; ne 39,6%                                                                                 | schválení ústavních změn, které umožní ratifikaci Evropského fiskálního paktu |
| Červen                  |                           |                           | |                                                                               |
| Datum                   | Země                      | Volby                     | Výsledky                                                                                            | Poznámky                                                                      |
| 4. června               | Albánie                   | prezidentské              | prezident nezvolen                                                                                  | 2. kolo, nepřímo 140členným Parlamentem Albánie                               |
| 8. června               | Albánie                   | prezidentské              | prezident nezvolen                                                                                  | 3. kolo, nepřímo 140členným Parlamentem Albánie                               |
| 10. června              | Francie                   | parlamentní               | PS 29,4% (22); UMP 27,1% (9); FN 13,6% (0)                                                          | 1. kolo; 36 z 577 křesel Národního shromáždění                                |
| 11. června              | Albánie                   | prezidentské              | Bujar Nishani 52,1%; proti Nishanimu 0,7%                                                           | 4. kolo, nepřímo 140členným Parlamentem Albánie                               |
| 16.–17. června          | Egypt                     | prezidentské              | Muhammad Mursí 51,7%; Ahmad Šafík 48,3%                                                             | 2. kolo                                                                       |
| 17. června              | Francie                   | parlamentní               | PS 40,9% (258); UMP 38,0% (185); FN 3,7% (2)                                                        | 2. kolo, 541 z 577 křesel Národního shromáždění                               |
| 17. června              | Řecko                     | parlamentní               | ND 29,7% (129); SYRIZA 26,9% (71); PASOK 12,3% (33)                                                 | Helénský parlament má 300 křesel                                              |
| 23. června–13. července | Papua Nová Guinea         | parlamentní               | |                                                                               |
| 28. června              | Mongolsko                 | parlamentní               | AN 35,3% (31); MAN 31,3% (25); Spravedlivá koalice 22,3% (11)                                       | Velký státní chural má 76 křesel                                              |
| 30. června              | Island                    | prezidentské              | Ólafur Ragnar Grímsson 52,8%; Thóra Arnórsdóttir 33,2%; Ari Trausti Guðmundsson 8,6%                |                                                                               |
| Červenec                |                           |                           | |                                                                               |
| Datum                   | Země                      | Volby                     | Výsledky                                                                                            | Poznámky                                                                      |
| 1. července             | Lichtenštejnsko           | referendum                | ne 76,1%; ano 23,9%                                                                                 | schválení ústavních změn                                                      |
| 1. července             | Mexiko                    | prezidentské              | Enrique Peña Nieto 39,1%; Andrés Manuel López Obrador 32,4%; Josefina Vázquez Mota 26,0%            |                                                                               |
| 1. července             | Mexiko                    | sněmovní                  | PRI; PAN; PRD                                                                                       | Poslanecká sněmovna má 500 křesel                                             |
| 1. července             | Mexiko                    | senátní                   | PRI; PAN; PRD                                                                                       | Senát Republiky má 128 křesel                                                 |
| 1. července             | Senegal                   | parlamentní               | Jednotni v naději 53,1% (119); PDS 15,2% (12); Bokk Gis Gis 7,3% (4)                                | Národní shromáždění má 150 křesel                                             |
| 7. července             | Východní Timor            | parlamentní               | CNRT 36,7% (30); FRETILIN 29,9% (25); PD 10,3% (8)                                                  | Národní parlament má 65 křesel                                                |
| 7. července             | Libye                     | do Veřejné národní rady   | NFA 48,1% (39); JCP 10,3% (17); NFP 4,1% (3)                                                        | Veřejný národní kongres má 200 křesel                                         |
| 15. července            | Konžská republika         | parlamentní               | výsledky viz 2. kolo                                                                                | 1. kolo, Národní shromáždění má 139 křesel                                    |
| 19. července            | Indie                     | prezidentské              | Pranab Mukherdží; Purno Agitok Sangma                                                               | nepřímé                                                                       |
| 19. července            | Arcach                    | prezidentské              | Bako Sahakjan 64,7%; Vitalij Balasanjan 31,5%; Arkadyj Soghomonjan 0,8%                             |                                                                               |
| 20. července            | Samoa                     | náčelnické                | Tufuga Efi                                                                                          | nepřímé                                                                       |
| 29. července            | Konžská republika         | parlamentní               | PCT (89); MCDDI (7); UPADS (7)                                                                      | 2. kolo, Národní shromáždění má 139 křesel                                    |
| 29. července            | Rumunsko                  | referendum                | ano 88,7%; ne 11,3%                                                                                 | odvolání prezidenta Traiana Băsesca                                           |
| Srpen                   |                           |                           | |                                                                               |
| Datum                   | Země                      | Volby                     | Výsledky                                                                                            | Poznámky                                                                      |
| 31. srpna               | Angola                    | parlamentní               | MPLA 71,8% (175); UNITA 18,7% (32); CASA-CE 6,0% (8)                                                | Národní shromáždění má 220 křesel                                             |
| Září                    |                           |                           | |                                                                               |
| Datum                   | Země                      | Volby                     | Výsledky                                                                                            | Poznámky                                                                      |
| 10. září                | Somálsko                  | prezidentské              | Hassan Sheikh Mohamud 70,6%; Šarif Ahmed 29,4%                                                      | nepřímo 275členným Federálním parlamentem Somálska                            |
| 12. září                | Nizozemsko                | parlamentní               | VVD 26,6% (41); PvdA 24,8% (38); PVV 10,1% (15)                                                     | předčasné, Tweede Kamer má 150 křesel                                         |
| 23. září                | Bělorusko                 | parlamentní               | Nezávislí (104); KPB (3); AP (1)                                                                    | Sněmovna reprezentantů Běloruska má 110 křesel                                |
| 23. září                | Švýcarsko                 | 3 referenda               | ne 66,0%, ano 34,0%; ne 52,6%, ano 47,4%; ano 72,7%, ne 27,3%                                       | zákaz kouření, bezpečné bydlení, hudební výchova                              |
| Říjen                   |                           |                           | |                                                                               |
| Datum                   | Země                      | Volby                     | Výsledky                                                                                            | Poznámky                                                                      |
| 1. října                | Gruzie                    | parlamentní               | Gruzínský sen 54,9% (83); ENM 40,4% (67); KDM 2,1% (0)                                              | Parlament Gruzie má 150 křesel                                                |
| 7. října                | Venezuela                 | prezidentské              | Hugo Chávez 55,3%; Henrique Capriles Radonski 44,1%; Reina Sequera 0,5%                             |                                                                               |
| 12.-13. října           | Česko                     | senátní                   | ČSSD 22,7%; KSČM 17,4%; ODS 17,3%                                                                   | 1. kolo, 1/3 (27 z 81 křesel Senátu)                                          |
| 12.-13. října           | Česko                     | krajské                   | ČSSD 23,6% (205); KSČM 20,4% (182); ODS 12,3% (102)                                                 | 675 mandátů v 13 krajských zastupitelstvech                                   |
| 14. října               | Litva                     | parlamentní               | výsledky viz 2. kolo (28. října)                                                                    | 1. kolo, Seimas má 141 křesel                                                 |
| 14. října               | Litva                     | referendum                | ne 64,8%; ano 35,2%                                                                                 | stavba nové jaderné elektrárny                                                |
| 14. října               | Černá Hora                | parlamentní               | Evropská Černá Hora 46,3% (39); Demokratická fronta 23,2% (20); SNP 11,2% (9)                       | Parlament Republiky Černá Hora má 81 křesel                                   |
| 19.-20. října           | Česko                     | senátní                   | ČSSD 40,3% (13); ODS 23,0 (4); KSČM 15,5% (1)                                                       | 2. kolo, 1/3 (27 z 81 křesel Senátu)                                          |
| 20. října               | Island                    | referendum                | výsledky zde                                                                                        | schválení nové ústavy                                                         |
| 28. října               | Litva                     | parlamentní               | DP 19,8% (29); LSDP 18,4% (38); TS-LKD 15,1% (33)                                                   | 2. kolo, Seimas má 141 křesel                                                 |
| 28. října               | Ukrajina                  | parlamentní               | Strana regionů 30,0% (185); Baťkivščyna 25,6% (101); UDAR 14,0% (40)                                | Nejvyšší rada Ukrajiny má 450 křesel                                          |
| 30. října               | Vanuatu                   | parlamentní               | Vanua'aku Pati (11); NUP (8); PPP (4)                                                               | Parlament Vanuatu má 52 křesel                                                |
| Listopad                |                           |                           | |                                                                               |
| Datum                   | Země                      | Volby                     | Výsledky                                                                                            | Poznámky                                                                      |
| 6. listopadu            | Spojené státy americké    | prezidentské              | Barack Obama (50,9%); Mitt Romney 47,4%; Gary Johnson 1,0%                                          |                                                                               |
| 6. listopadu            | Spojené státy americké    | sněmovní                  | D 49,0% (201); R 48,2% (234); L 1,2% (0)                                                            | Sněmovna reprezentantů má 435 křesel                                          |
| 6. listopadu            | Spojené státy americké    | senátní                   | D (23); R (8); nezávislí (2)                                                                        | 33 ze 100 křesel Senátu                                                       |
| 6. listopadu            | Palau                     | prezidentské              | Tommy Remengesau (58,0%); Johnson Toribiong (42,0%)                                                 |                                                                               |
| 6. listopadu            | Palau                     | senátní                   | nestraníci 100,0% (9)                                                                               | Senát Palau má 9 křesel                                                       |
| 6. listopadu            | Palau                     | sněmovní                  | nestraníci 100,0% (16)                                                                              | Sněmovna delagátů Palau má 16 křesel                                          |
| 10. listopadu           | Irsko                     | referendum                | ano 58,0%; ne 42,0%                                                                                 | změna ústavy ohledně dětských práv                                            |
| 11. listopadu           | Slovinsko                 | prezidentské              | Borut Pahor 39,9%; Danilo Türk 35,9%; Milan Zver 24,3%                                              | 1. kolo                                                                       |
| 11. listopadu           | San Marino                | parlamentní               | PDCS – NS 29,5% (21); PSD 14,3% (10); PS 12,1% (7)                                                  | Velká a všeobecná rada má 60 křesel                                           |
| 15. listopadu           | Čína                      | volba politbyra           | Si Ťin-pching, Čang Te-ťiang, Li Kche-čchiang a další                                               | Pilitbyro Komunistické strany Číny má 25 členů                                |
| 17. listopadu           | Sierra Leone              | prezidentské              | Ernest Bai Koroma 58,7%; Julius Maada Bio 37,4%; Charles Francis Margai 1,3%                        |                                                                               |
| 17. listopadu           | Sierra Leone              | parlamentní               | APC 53,7% (67); SLPP 38,3% (42); PMDC 3,2% (0)                                                      | Parlament Sierry Leone má 124 křesel                                          |
| Prosinec                |                           |                           | |                                                                               |
| Datum                   | Země                      | Volby                     | Výsledky                                                                                            | Poznámky                                                                      |
| 1. prosince             | Kuvajt                    | parlamentní               | nezávislí 100,0% (50)                                                                               | Národní shromáždění má 50 křesel                                              |
| 2. prosince             | Burkina Faso              | parlamentní               | CDP 48,7% (70); ADF-RDA 11,2% (19); UPC 11,1% (19)                                                  | Národní shromáždění má 127 křesel                                             |
| 2. prosince             | Slovinsko                 | prezidentské              | Borut Pahor 67,4%; Danilo Türk 32,6%                                                                | 2. kolo                                                                       |
| 7. – 8. prosince        | Ghana                     | prezidentské              | John Dramani Mahama 50,7%; Nana Akufo-Addo 47,4%; Paa Kwesi Nduom 0,6%                              |                                                                               |
| 7. – 8. prosince        | Ghana                     | parlamentní               | NPP 47,5% (123); NDC 46,4%; PPP 1,7% (0)                                                            | Parlament Ghany má 275 křesel                                                 |
| 9. prosince             | Rumunsko                  | senátní                   | USL 60,1% (122); ARD 16,7% (24); PP-DD 14,6% (21)                                                   | Senát Rumunska má 137 křesel                                                  |
| 9. prosince             | Rumunsko                  | sněmovní                  | USL 58,6% (273); ARD 16,5% (56); PP-DD 14,0% (47)                                                   | Poslanecká sněmovna Rumunska má 315 křesel                                    |
| 15. / 22. prosince      | Egypt                     | referendum                | ano 63,8%; ne 36,2%                                                                                 | schválení nové ústavy                                                         |
| 16. prosince            | Japonsko                  | parlamentní               | LDP 43,0%; DPJ 22,8%; JRP 11,6%                                                                     | Sněmovna reprezentantů Japonska má 480 křesel                                 |
| 19. prosince            | Jižní Korea               | prezidentské              | Pak Kun-hje 51,6%; Mun Če-in 48,0%; Pak Čong-sun 0,2%                                               |                                                                               |